# Musculus subclavius
De musculus subclavius is een kleine driehoekige spier tussen het sleutelbeen en de eerste rib. Met de musculus pectoralis major en musculus pectoralis minor vormt de musculus subclavius de voorzijde van de oksel.